# ويليام كلارك جونيور
ويليام كلارك جونيور (بالإنجليزية: William Clark, Jr.)‏ هو دبلوماسي أمريكي، ولد في 12 أكتوبر 1930 في أوكلاند في الولايات المتحدة، وتوفي في 22 يناير 2008 في واشنطن العاصمة في الولايات المتحدة.

## وصلات خارجية
- ويليام كلارك جونيور على موقع إن إن دي بي (الإنجليزية)